# Hylobates
Hylobates este un gen de giboni.